# Ceratobia kintrishica
Ceratobia kintrishica är en fjärilsart som beskrevs av Aleksei Konstantinovich Zagulajev 1974. Ceratobia kintrishica ingår i släktet Ceratobia och familjen äkta malar. Inga underarter finns listade i Catalogue of Life.